# Marilia minor
Marilia minor är en nattsländeart som beskrevs av Mueller 1880. Marilia minor ingår i släktet Marilia och familjen böjrörsnattsländor. Inga underarter finns listade i Catalogue of Life.